# IC 5042
IC 5042 ist eine Balken-Spiralgalaxie vom Hubble-Typ S? im Sternbild Pfau am Südsternhimmel.
Das Objekt wurde am 23. August 1900 vom US-amerikanischen Astronomen DeLisle Stewart entdeckt.